# Freddy Mombongo-Dues
Freddy Mombongo-Dues (Kinshasa, 30 agosto 1985) è un ex calciatore congolese (Repubblica Democratica del Congo), di ruolo attaccante.